# Resolutie 707 Veiligheidsraad Verenigde Naties
Resolutie 707 van de Veiligheidsraad van de Verenigde Naties werd unaniem aangenomen op 15 augustus 1991. De resolutie eiste dat Irak zou meewerken aan de wapeninspecties die middels resolutie 687 aan het land waren opgelegd.

## Achtergrond
Nadat Irak de Golfoorlog had verloren, legde de VN-Veiligheidsraad het land in resolutie 687 voorwaarden op, waaronder wapeninspecties en medewerking hiermee.

## Inhoud
De Veiligheidsraad:
- verwijst naar onder meer resolutie 687;
- verwijst ook naar de brief van de voorzitter van de Veiligheidsraad naar de VN-vertegenwoordiger van Irak van 11 april, waarin staat dat de voorwaarden voor een staakt-het-vuren in paragraaf °33 van resolutie 687 vervuld zijn;
- is ernstig bezorgd over informatie vanuit de missies in Irak die melden dat Irak niet aan de voorwaarden in resolutie 687 voldoet;
- verwijst naar de vraag van de voorzitter van de Veiligheidsraad op 28 juni om een ontmoeting met Irak op het hoogste niveau te regelen om te verzekeren zal meewerken met de (wapen)inspecties;
- is ontsteld over het rapport dat volgde op deze ontmoeting;
- is ernstig bezorgd over informatie van het Internationaal Atoomenergie Agentschap van 25 juni in verband met flagrante schendingen van resolutie 687 door de Irakezen;
- is eveneens ernstig bezorgd over een brief van de Iraakse minister van Buitenlandse Zaken aan de secretaris-generaal op 7 juli en volgende, onvolledige Iraakse informatie en het feit dat Irak zaken verborgen houdt;
- is door de secretaris-generaal geïnformeerd dat Irak niet voldoet aan de privileges, immuniteit en bijstand toegekend aan de Speciale Commissie (wapeninspecties) en het inspectie-agentschap in resolutie 687;
- bevestigt dat het voor de Speciale Commissie noodzakelijk is dat Irak volledige informatie verschaft (over Iraks biologische- en chemische wapens e.d.).
- bevestigt tevens dat Irak verplicht is een inventaris te maken van al haar kernprogramma's, inclusief die niet voor kernwapens bedoeld zijn, zodat het Internationaal Atoomenergie Agentschap kan bepalen wat onbruikbaar moet gemaakt worden;
- bevestigt verder dat het feit dat Irak zijn verplichtingen niet naleeft woordbreuk is (Irak had resolutie 687 aanvaard) en de vrede en veiligheid in de regio in gevaar brengt;
- bevestigt nog dat het feit dat Irak het akkoord niet naleeft dat het sloot met het Internationaal Atoomenergie Agentschap, volgend op het Non-Profileratieverdrag van Kernwapens van 1 juli 1968, een schending is van Iraks internationale verplichtingen;
- is vastberaden om volledige naleving van resolutie 687 te verzekeren;

Beslist het volgende:
1. Veroordeelt de ernstige schendingen van Iraks verplichtingen;
2. Veroordeelt ook de niet-naleving van het akkoord met het Internationaal Atoomenergie Agentschap.
3. Eist van Irak:
a. de onverwijlde verschaffing van volledige informatie over haar massavernietigingswapens, kernwapens en ballistische raketten met een bereik groter dan 150 km;
b. dat de Speciale Commissie en het Internationaal Atoomenergie Agentschap onmiddellijk en onbeperkt toegang krijgen tot alle te inspecteren plaatsen;
c. dat alle niet door de Speciale Commissie toegestane pogingen om materiaal verbonden aan de wapenprogramma's te verbergen, verplaatsen of vernietigen onmiddellijk ophouden;
d. dat de Speciale Commissie alle zaken krijgt die ze voordien ontzegd werden;
e. dat de Speciale Commissie ongehinderd vliegtuig- en helikoptervluchten kan maken in het land;
f. dat alle nucleaire activiteiten worden stopgezet, uitgezonderd medische, agrarische en industriële;
g. dat de Speciale Commissie haar privileges, immuniteit en bijstand krijgt en dat haar veiligheid en bewegingsvrijheid gegarandeerd worden;
h. dat alle door de Speciale Commissie gevraagde transport en medische- en logistieke ondersteuning onmiddellijk voorzien worden;
i. een onverwijld volledig antwoord op alle vragen van de Speciale Commissie;
4. bepaalt dat Irak geen recht op eigendom meer heeft op zaken die onbruikbaar moeten gemaakt worden;
5. beslist dat Irak onmiddellijk al zijn internationale verplichtingen naleeft, inclusief deze resolutie, resolutie 687, het Non-Profileratieverdrag van Kernwapens en de overeenkomst met het Internationaal Atoomenergie Agentschap;
6. beslist de zaak te blijven opvolgen.

## Verwante resoluties
- Resolutie 687 Veiligheidsraad Verenigde Naties, die Irak voorwaarden oplegde na de Golfoorlog.
- Resolutie 706 Veiligheidsraad Verenigde Naties, die toeliet dat Irak een beperkte hoeveelheid olie verkocht.
- Resolutie 712 Veiligheidsraad Verenigde Naties, die resolutie 706 bevestigde.

Lijst ·  684 ·  685 ·  686 ·  687 ·  688 ·  689 ·  690 ·  691 ·  692 ·  693 ·  694 ·  695 ·  696 ·  697 ·  698 ·  699 ·  700 ·  701 ·  702 ·  703 ·  704 ·  705 ·  706 ·  707 ·  708 ·  709 ·  710 ·  711 ·  712 ·  713 ·  714 ·  715 ·  716 ·  717 ·  718 ·  719 ·  720 ·  721 ·  722 ·  723 ·  724 ·  725